# Vibernus Haquini Pictorius
Vibernus Haquini Pictorius, född 1616 i Vadstena, död december 1675 i Högby socken, var en svensk präst i Högby församling.

## Biografi
Vibernus Haquini Pictorius föddes 1616 i Vadstena. Han var son till målaren Haquin. Pictorius blev 1637 student vid Uppsala universitet och konsistorienotarie 1640 i Linköping. Han blev 1648 rektor i Vadstena och 30 september 1657 kyrkoherde i Högby församling, men tillträdde först 1659. Pictorius blev 1674 kontraktsprost i Göstrings kontrakt. Han avled december 1675 i Högby socken.
Pictorius gifte sig första gången med Katarina. De fick tillsammans barnen Erik Wettring och Elias Wettring (1643–1720). Pictorius gifte sig andra gången med Christina Celsing (död 1709). Hon var dotter till kyrkoherde Andreas Petri Normolander och Elisabet Danielsdotter Törner i Högby socken. De fick tillsammans barnen Andreas Wibjörnson (född 1658), Emanuel Wibjörnson, Elisabet (född 1661), Maria (1667–1746) och Daniel (död 1679).